# Scotia (Nebraska)
Scotia – wieś w Stanach Zjednoczonych, w stanie Nebraska, w hrabstwie Greeley.